# Cyperus pulchellus
Cyperus pulchellus är en halvgräsart som beskrevs av Robert Brown. Cyperus pulchellus ingår i släktet papyrusar, och familjen halvgräs. IUCN kategoriserar arten globalt som livskraftig. Inga underarter finns listade i Catalogue of Life.